# سیاست در ارمنستان
سیاست ارمنستان در چارچوب دموکراسی نیابتی نظام پارلمانی صورت می‌گیرد، به موجب آن رئیس‌جمهور ارمنستان رئیس کشور و نخست‌وزیر ارمنستان رئیس حکومت و یک نظام چندحزبی است. قدرت اجرایی توسط رئیس‌جمهور و دولت اعمال می‌شود. قوه مقننه هم به دولت و هم در مجلس واگذار می‌شود.

## قانون اساسی

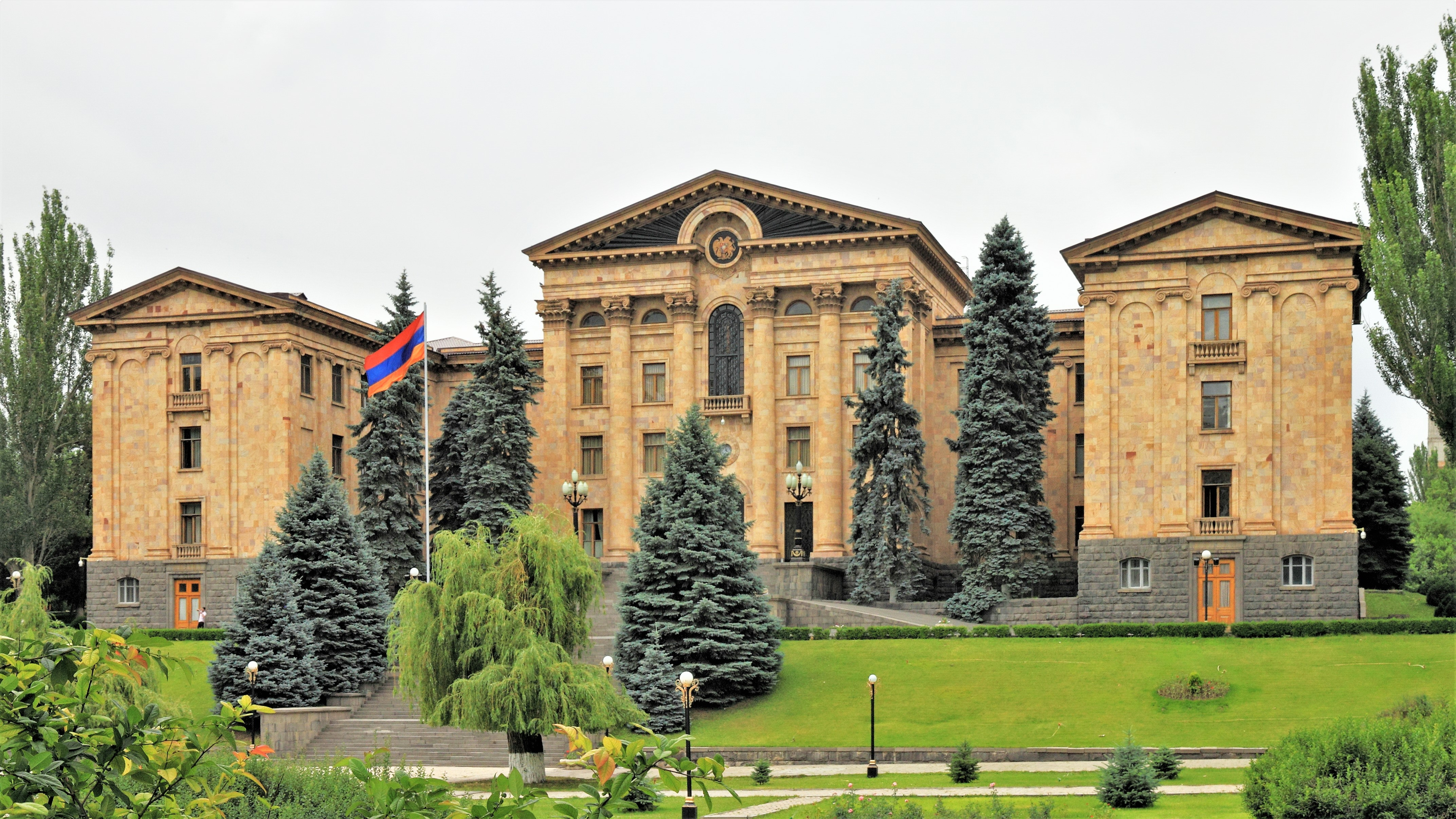
ساختمان مجلس ملی ارمنستان

قانون اساسی ارمنستان در یک همه‌پرسی سراسری در تاریخ ۵ ژوئیه ۱۹۹۵ تصویب شد. در این قانون کشور ارمنستان حاکمیتی بر اساس دموکراسی، جامعه‌گرایی و قانون اساسی تعریف شده‌است. ایروان به عنوان پایتخت حکومت تعیین شده‌است. در این قانون قدرت از آن مردم دانسته شده که به واسطه برگذاری انتخابات این قدرت به مقام‌های دولتی واگذار می‌شود. تغییرات مربوط به قانون اساسی و تغییر در مرزها با رای تمام شهروندان ارمنستانی در همه‌پرسی‌های عمومی انجام می‌شود. در قانون اساسی ۱۹۹۵، ۱۱۷ اصل در قانون اساسی موجود بود. در ۲۷ نوامبر ۲۰۰۵ همه‌پرسی سراسری برای اصلاح قانون اساسی انجام شد و به تأیید رسید.

## استقلال سیاسی ارمنستان
انتخابات شورای عالی ارمنستان بخشی از تحولاتی بود که در اوایل بهار سال ۱۹۹۰ میلادی به وقوع پیوست. شورای عالی ارمنستان که در کنترل کنگره ملی ارمنی قرار داشت، در اول مارس ۱۹۹۰ میلادی اعلام نمود که با برگزاری همه‌پرسی با هدف حفظ اتحاد جماهیر شوروی در این جمهوری مخالف است و در نظر دارد همه‌پرسی نظر خود را با هدف استقلال سیاسی ارمنستان ظرف شش ماه آینده برگزار نماید. در این راستا، شورای عالی ارمنستان اقدام به تصویب «سند استقلال» در ۲۳ اوت ۱۹۹۰ میلادی نمود. لوون تر-پتروسیان به عنوان رئیس شورا آن را امضاء کرد. در ماه اوت سال ۱۹۹۱ میلادی، لوون تر-پتروسیان لایحه‌ای را تدوین و به تصویب شورای عالی ارمنستان رساند که به موجب آن نهاد جدیدی با عنوان «ریاست جمهوری ارمنستان» تشکیل می‌شد و رئیس‌جمهور با رأی مستقیم مردم به این مقام دست می‌یافت. به فاصله کوتاهی پس از فروپاشی شوروی و برگزاری همه‌پرسی استقلال ارمنستان در ۲۱ سپتامبر ۱۹۹۱ میلادی، نخستین دوره انتخابات ریاست جمهوری در ۱۶ اکتبر ۱۹۹۱ میلادی برگزار شد.

## دولت

### نظام قوهٔ مقننه
نظام قوهٔ مقننهٔ ارمنستان تک مجلسی است. دورهٔ نمایندگان مجلس ملی ارمنستان پنج ساله است. ارمنستان ۴۱ حوزهٔ انتخابیه و ۱۹۸۲ زیرحوزه (صندوق انتخاباتی) دارد. مجلس ارمنستان دارای ۱۳۱ کرسی است که نمایندگان آن به دو صورت «نظام انتخاباتی» و «نمایندگی تناسبی» انتخاب می‌شوند. در بخش نظام انتخاباتی، ۴۱ نفر از هرکدام از حوزه‌های انتخابی به صورت انفرادی و با حمایت احزاب از سوی مردم برگزیده می‌شوند. در بخش نمایندگی تناسبی، نود نفر از طریق احزاب یا ائتلاف‌های شرکت‌کننده انتخاب می‌شوند و به عبارت دیگر، مردم به احزاب یا ائتلاف‌ها رأی می‌دهند و احزاب نیز برحسب درصد آرایی که به دست آورده‌اند افراد خود را، براساس فهرست از پیش اعلام شده، روانهٔ مجلس می‌کنند؛ و حد نصاب ورود به مجلس برای احزاب ۵ درصد و برای ائتلاف‌ها ۷ درصد از مجموع آرا است.

### نظام پارلمانی
مجلس ملی جمهوری ارمنستان در روز دوشنبه، ۵ اکتبر ۲۰۱۵، لایحه پیشنهادی حزب جمهوری‌خواه ارمنستان را در خصوص «تغییر ساختار سیاسی کشور از ریاست جمهوری به پارلمانی» با ۱۰۳ رأی مثبت در مقابل ۱۰ رأی منفی و ۳ رأی ممتنع به تصویب رسانید. این مصوبه در ۶ دسامبر ۲۰۱۵ در یک همه‌پرسی به رأی گذاشته شد و ۶۳٫۳۵ درصد شرکت کنندگان در همه‌پرسی به این اصلاحات و تبدیل حکومت این کشور به نظام پارلمانی رأی دادند و ۳۲٫۳۴ درصد نیز مخالف این اصلاحات بوده‌اند

## مجلس ملی جمهوری ارمنستان
در ارمنستان دو نوع انتخابات در سطح ملی برگزار می‌شود: یکی برای انتخاب رئیس دولت (رئیس‌جمهور) برای یک دوره ۵ ساله و دیگری برای انتخابات نمایندگان مجلس ملی برای دوره چهار ساله. ارمنستان دارای سیستم چند حزبی است و هیچ حزبی به تنهایی نمی‌تواند قدرت را در دست بگیرد و دولت باید ائتلافی باشد.

## انتخابات
ارمنستان از یک نظام چندحزبی برخوردار است. پس از آخرین اصلاحات قانون اساسی تنها یک قوه مقننه در سطح ملی انتخاب می‌شود.
مجلس ملی جمهوری ارمنستان دارای ۱۰۱ کرسی است و نظام انتخاباتی آن تکیه‌اش بر نمایندگی تناسبی در انتخابات است و در آن چند نامزد برای مجلس مقننه براساس اختصاص دادن یک لیست انتخاباتی انتخاب می‌شوند. آنها همچنین می‌توانند بعنوان بخشی برای اضافه کردن به اعضای سیستم انتخاباتی مورد استفاده قرار گیرند.
نیمی از سهمیه انتخاباتی از طریق لیست‌های بسته و نیم دیگر توسط لیست‌های باز در هر یک از ۱۳ناحیه ارضی اعطا می‌شود.
چهار سهمیه انتخاباتی اضافی برای اقلیت‌های ملی در نظر گرفته شده، و آن درصورتی‌است که سهمیه اقلیت‌ها به لیست حزب ضمیمه شود. همراه با این چهار سهمیه انتخاباتی حداقل تعداد کرسی‌ها به ۱۰۵نفر می‌رسد.

## احزاب در ارمنستان
تعدادی از احزاب ارمنستان براساس کتاب جریان‌های سیاسی جمهوری ارمنستان به شرح زیر است:
| احزاب سنتی و تاریخی                | رهبر مؤسس                                           | رهبر کنونی           | سال تأسیس   | ایدئولوژی               |
| ---------------------------------- | --------------------------------------------------- | -------------------- | ----------- | ----------------------- |
| حزب آرمناکان                       | مکرتیچ پرتوگالیان                                   | -                    | ۱۸۸۵ میلادی | لیبرال                  |
| حزب سوسیال دموکرات هنچاکیان        | گروهی از دانشجویان ارمنی                            | -                    | ۱۸۸۷ میلادی | سوسیالیسم جریان چپ      |
| فدراسیون انقلابی ارمنی             | کریستاپور میکائلیان، استپان زوریان و سیمون زاواریان | هرانت مارکاریان      | ۱۸۹۰ میلادی | سوسیالیسم جریان چپ      |
| حزب کمونیست ارمنستان (اتحاد شوروی) | گوورگ سارگیسوویچ آلیخانیان، آرام گاسپار سارگسیان    | -                    | ۱۹۲۰ میلادی | کمونیسم                 |
| احزاب مقطع استقلال ارمنستان        | رهبر                                                | رهبر کنونی           | سال تأسیس   | ایدئولوژی               |
| کنگره ملی ارمنی                    | لوون تر-پتروسیان                                    | لوون تر-پتروسیان     | ۱۹۸۹ میلادی | محافظه کار (جریان راست) |
| حزب جمهوری‌خواه ارمنستان            | آشوت ناواساردیان                                    | سرژ سارگسیان         | ۱۹۹۰ میلادی | محافظه کار (جریان راست) |
| حزب دموکراتیک ارمنستان             | آرام گاسپار سارگسیان                                | آرام گاسپار سارگسیان | ۱۹۹۱ میلادی | سوسیالیسم جریان چپ      |
| احزاب پس از استقلال                | رهبر                                                | رهبر کنونی           | سال تأسیس   | ایدئولوژی               |
| حزب محافظه کار ارمنستان            | میکائیل هایراپتیان                                  | میکائیل هایراپتیان   | ۱۹۹۱ میلادی | محافظه کار (جریان راست) |
| حزب رنسانس دموکرات-مسیحی           | مکرتیچ گیمیشیان                                     | مکرتیچ گیمیشیان      | ۱۹۹۵ میلادی | محافظه کار (جریان راست) |
| حزب وحدت ملی                       | آرتاشس گغامیان                                      | آرتاشس گغامیان       | ۱۹۹۷ میلادی | محافظه کار (جریان راست) |
| حزب آزادی                          | هراند باگراتیان                                     | هراند باگراتیان      | ۱۹۹۷ میلادی | لیبرال                  |
| حزب وطن دموکراتیک                  | پطروس ماکیان                                        | پطروس ماکیان         | ۱۹۹۸ میلادی | محافظه کار (جریان راست) |
| حزب مردم ارمنستان                  | استپان دمیرچیان                                     | استپان دمیرچیان      | ۱۹۹۸ میلادی | سوسیالیسم جریان چپ      |
| حزب کشور قانونمند                  | آرتور باغداساریان                                   | آرتور باغداساریان    | ۱۹۹۸ میلادی | لیبرال                  |
| حزب ارامنه متحد                    | روبن آواگیان                                        | روبن آواگیان         | ۲۰۰۰ میلادی | محافظه کار (جریان راست) |
| حزب وفاق ملی                       | آرام هاروتیونیان                                    | آرام هاروتیونیان     | ۲۰۰۰ میلادی | لیبرال                  |
| حزب جمهوری                         | آرام سارگسیان                                       | آرام سارگسیان        | ۲۰۰۱ میلادی | محافظه کار (جریان راست) |
| حزب دموکراتیک ملی                  | شاوارش کوچاریان                                     | شاوارش کوچاریان      | ۲۰۰۱ میلادی | لیبرال                  |
| حزب میراث                          | رافی هووانیسیان                                     | رافی هووانیسیان      | ۲۰۰۲ میلادی | لیبرال                  |
| حزب دوران نوین                     | آرام کاراپتیان                                      | آرام کاراپتیان       | ۲۰۰۳ میلادی | محافظه کار (جریان راست) |
| حزب ارمنستان شکوفا                 | گاگیک تساروکیان                                     | گاگیک تساروکیان      | ۲۰۰۴ میلادی | لیبرال                  |
| حزب سرزمین پدری                    | آرشاک باکلاچیان                                     | آرشاک باکلاچیان      | ۲۰۰۵ میلادی | محافظه کار (جریان راست) |

## سیاست خارجی
روابط ایران و ارمنستان به روابط دوجانبه بین دو کشور همسایه ایران و ارمنستان گفته می‌شود. روابط ایران و ارمنستان بر ارتباط فرهنگی، سیاسی و تاریخی دیرینه دو کشور همسایه و اشتراک معنوی و فکری دو ملت استوار است. پس از اعلام استقلال جمهوری ارمنستان (۲۱ سپتامبر ۱۹۹۱ میلادی)، جمهوری اسلامی ایران از نخستین کشورهای جهان بود که استقلال ارمنستان را به رسمیت شناخت (۲۵ دسامبر ۱۹۹۱ میلادی). دولت ایران و ارمنستان روابط همه‌جانبه سیاسی، دیپلماسی، فرهنگی و اقتصادی برقرار کردند. غیر از عوامل استراتژیکی و اقتصادی، مناسبات دوستی دو ملت نیز یکی از عوامل مهم در توسعه روابط حسن همجواری کشورهای ایران و ارمنستان به‌شمار می‌رود. دورنمای همکاری بی‌سابقه‌ای مخصوصاً در زمینه فرهنگی، علمی و آموزشی بین دو کشور ایجاد شد.

## فساد
فساد سیاسی یک مشکل در جامعه ارمنستان است. در سال ۲۰۰۸، شفافیت بین‌الملل شاخص درک فساد را برای ارمنستان از ۳٫۰ در سال 2007 به ۲٫۹ از ۱۰ (کاهش نمره به معنای فساد ادراک شده بیشتر) کاهش داد. ارمنستان از رتبه ۹۹ ام در سال ۲۰۰۷ به ۱۰۹ ام از ۱۸۰ کشور مورد بررسی (به‌طور مشترک با آرژانتین، بلیز، مولداوی، جزایر سلیمان و وانواتو) قرار گرفت. علی‌رغم تجدیدنظرهای قانونی در رابطه با انتخابات و تأمین مالی احزاب، فساد همچنان ادامه دارد یا در اشکال جدید ظاهر شده‌است.

## برای مطالعهٔ بیشتر
- Adalian, Rouben Paul (2002). Historical Dictionary Of Armenia (Political Parties). Lanham, Maryland: Scarecrow Press, Inc. p. 305-310. ISBN 978-0-8108-4337-0.